# Imec

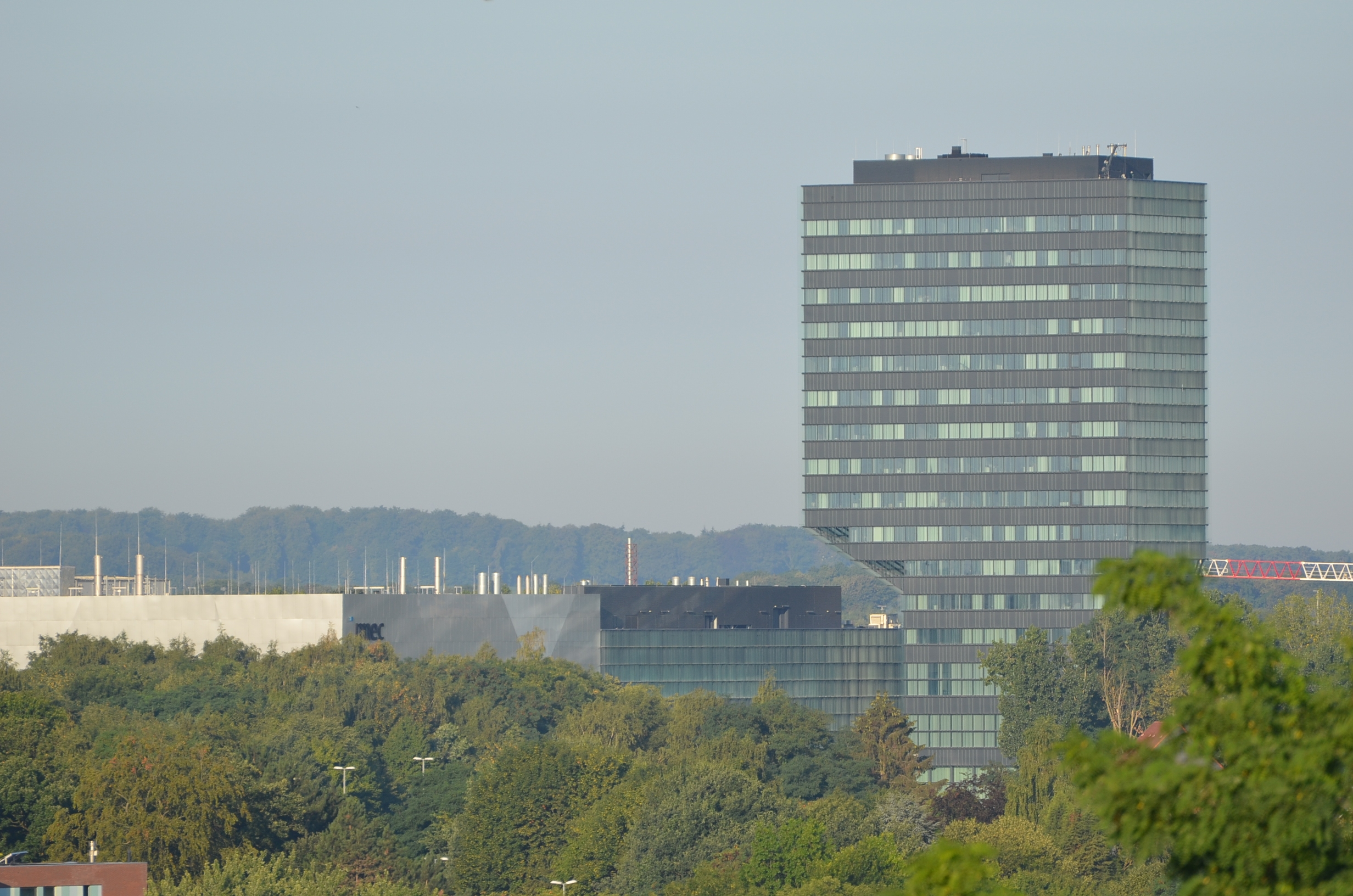
Huvudanläggningen i Leuven

Imec, Interuniversity Microelectronics Centre (Interuniversitair Micro-Electronica Centrum VZW), är en belgisk forskningsinstitution för mikroelektronik, som grundades 1984 i Leuven (Louvain) i nära anslutning till Katholieke Universiteit Leuven.

## Historik
År 1982 påbörjade Flanderns regering ett program för att stärka mikroelektronikindustrin i Flandern, vilket innefattade uppbyggandet av ett laboratorium för avancerad forskning i mikroelektronik, en fabrik för halvledare, (tidigare Alcatel Microelectronics, numera STMicroelectronics) och AMI Semiconductor, numera ON Semiconductor, samt utbildning av konstruktörer av integrerade kretsar. 
Imec grundades som en icke-vinstgivande forskningsorganisation som leddes av elektronikprofessorn Roger Van Overstraeten (1937–1999).

## Omfattning
Imec har i dag egna eller delägda laboratorier i Hsinchu i Taiwan, Tokyo i Japan, Kalifornien och Florida i USA, Shanghai i Kina, Eindhoven och Nijmegen  i Nederländerna och Bangalore i Indien.
Organisationen omsatte 2020 678 miljoner euro med 4 000 anställda. Den belgiska svarar för omkring 16 procent av budgeten och resterande kommer från kontrakt om forskning och utveckling från ett antal stort antal företag, med som mest 4 % av totalbudgeten vardera.